# Adrien Recurt

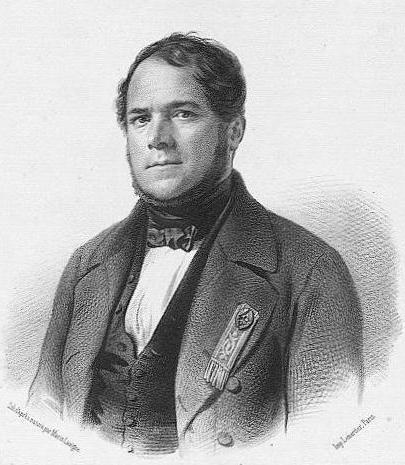
Adrien Recurt

Adrien Barnabé Athanase Recurt (* 9. Juni 1798 in Lassales, Département Hautes-Pyrénées; † 7. November 1872 in Lévignac, Département Haute-Garonne) war ein französischer Politiker. Der Republikaner leitete kurzzeitig die Ministerien des Innern und des öffentlichen Bauwesens in der Zweiten Republik.
Recurt studierte Medizin und wurde 1822 in Montpellier promoviert. In den letzten Jahren der Restauration ließ er sich im Pariser Vorort Saint-Antoine als Arzt nieder, wurde Mitglied der Charbonnerie und kämpfte in der Julirevolution 1830 gegen die Monarchie. Auch in der Zeit der Julimonarchie verblieb er in der Opposition gegen Ludwig Philipp.
Während der Februarrevolution 1848 nahm er an Straßenkämpfen teil und wurde nach ihrem Ende zum stellvertretenden Bürgermeister von Paris ernannt. Zwei Monate später wurde er in die verfassungsgebende Nationalversammlung gewählt und wurde deren Vizepräsident. Am 11. Mai 1848 wurde er zum Innenminister in der exekutiven Kommission ernannt. Während seiner Amtszeit kämpfte er im Juniaufstand unter Louis-Eugène Cavaignac in Saint-Antoine. Am 28. Juni übernahm Recurt in Cavaignacs Regierung die Leitung des Ministeriums für öffentliches Bauwesen. Nach seinem Rücktritt am 15. Oktober 1848 wurde er am 25. des Monats zum Präfekten des Départements Seine ernannt. Nach der Wahl Napoléon III. am 10. Dezember 1848 gab Recurt seine politischen Ämter auf und verbrachte sein restliches Leben als Arzt in Südfrankreich.